# Jeff Lieberman
Jeff Lieberman est un réalisateur et scénariste américain né le 16 octobre 1947 à Brooklyn, New York.

## Comme réalisateur
- 1972 : The Ringer (court-métrage)
- 1976 : Le Rayon bleu (Blue Sunshine)
- 1976 : La Nuit des vers géants (Squirm)
- 1980 : Doctor Franken (TV)
- 1981 : Survivance (Just Before Dawn)
- 1988 : Meurtres en VHS (Remote Control)
- 1994 : But... Seriously (TV)
- 1995 : Sonny Liston: The Mysterious Life and Death of a Champion (TV)
- 2004 : Au service de Satan (Satan's Little Helper)

## Comme scénariste
- 1972 : The Ringer (court-métrage)
- 1973 : Blade
- 1976 : Le Rayon bleu (Blue Sunshine)
- 1976 : La Nuit des vers géants (Squirm)
- 1981 : Survivance (Just Before Dawn)
- 1988 : Meurtres en VHS (Remote Control)
- 1994 : L'Histoire sans fin 3 : Retour à Fantasia (The NeverEnding Story III)
- 2004 : Au service de Satan (Satan's Little Helper)